# Władimir Woronkow
Władimir Pietrowicz Woronkow (ros. Владимир Петрович Воронков, ur. 20 marca 1944 w Koriezinie, zm. 25 września 2018 w Odincowie) – rosyjski biegacz narciarski reprezentujący Związek Radziecki, złoty medalista olimpijski oraz złoty medalista mistrzostw świata.

## Kariera
Igrzyska w Grenoble w 1968 były jego olimpijskim debiutem. W swoich najlepszych startach, w sztafecie oraz biegu na 30 km stylem klasycznym, zajmował czwarte miejsce. Na dystansie 30 km walkę o brązowy medal przegrał z Eero Mäntyrantą z Finlandii. Cztery lata później, podczas igrzysk olimpijskich w Sapporo, wraz z Jurijem Skobowem, Fiodorem Simaszowem i Wiaczesławem Wiedieninem zdobył złoty medal w sztafecie 4 × 10 km. Na tych samych igrzyskach zajął także 12. miejsce w biegu na 15 km. Na późniejszych igrzyskach już nie startował.
W 1970 wystartował na mistrzostwach świata w Vysokich Tatrach, gdzie wspólnie z Walerijem Tarakanowem, Fiodorem Simaszowem i Wiaczesławem Wiedieninem wywalczył złoty medal w sztafecie.
Woronkow pięciokrotnie zdobywał mistrzostwo Związku Radzieckiego. Był najlepszy w biegu na 15 km w 1970 i 1971, na 50 km w 1970, na 70 km w 1971 oraz w sztafecie w 1968. Po zakończeniu kariery zawodniczej pracował jako trener biegów narciarskich.

## Osiągnięcia

### Igrzyska olimpijskie
| Miejsce | Dzień     | Rok  | Miejscowość | Konkurencja             | Czas biegu | Strata   | Zwycięzca         |
| ------- | --------- | ---- | ----------- | ----------------------- | ---------- | -------- | ----------------- |
| 4.      | 7 lutego  | 1968 | Grenoble    | 30 km stylem klasycznym | 1:35:39,2  | +1:21,6  | Franco Nones      |
| 22.     | 10 lutego | 1968 | Grenoble    | 15 km stylem klasycznym | 47:54,2    | +2:46,5  | Harald Grønningen |
| 4.      | 14 lutego | 1968 | Grenoble    | Sztafeta 4 × 10 km      | 2:08:33,5  | +2:23,7  | Norwegia          |
| 16.     | 17 lutego | 1968 | Grenoble    | 50 km stylem klasycznym | 2:28:45,8  | +4:21,5  | Ole Ellefsæter    |
| 12.     | 7 lutego  | 1972 | Sapporo     | 15 km stylem klasycznym | 45:28,24   | +1:05,19 | Sven-Åke Lundbäck |
| 1.      | 13 lutego | 1972 | Sapporo     | Sztafeta 4 × 10 km      | 2:04:47,94 | −        | −                 |

### Mistrzostwa świata
| Miejsce | Dzień     | Rok  | Miejscowość   | Konkurencja             | Czas biegu | Strata   | Zwycięzca         |
| ------- | --------- | ---- | ------------- | ----------------------- | ---------- | -------- | ----------------- |
| 1.      | 19 lutego | 1970 | Wysokie Tatry | Sztafeta 4 × 10 km      | 2:06:36,47 | −        | −                 |
| 13.     | 22 lutego | 1970 | Wysokie Tatry | 50 km stylem klasycznym | 2:49:31,70 | +6:34,17 | Kalevi Oikarainen |